# أسد بن كرز البجلي
أسد بن كرز هو صحابي جليل اسمه «أسد بن كرز بن عامر البجلي» من قبيلة بجيلة، كان شاعراً وكريماً وجواداً، وكان ممن حرم الخمر في الجاهلية.

## نسبه
هو أسد بن كرز بن عامر بن عبد الله بن عبد شمس بن غمغمه بن جرير بن شق بن صعب بن يشكر بن رهم بن أفرك بن أفصى بن نذير بن قسر بن عبقر بن أنمار البجلي

## سيرته
هو صحابي جليل، ويقول الكلبي (في نسب معد واليمن الكبير): إنه من بطن شق (الكاهن) من قبيلة بجيلة القحطانية وهو والد الصحابي يزيد بن كرز البجلي القسري، وجد خالد والي العراقين وأسد والي خرسان أبناء عبد الله بن يزيد القسري البجلي بعهد الدولة الأموية وقد ورد ذكر أسد بن كرز البجلي القسري بالحديث الوارد بمسند المدنيين للإمام أحمد بن حنبل، ونصه كالتالي: (( قال عبد الله حدثنا عقبه بن مكرم العمى قال حدثنا سلم بن قتيبة عن يونس بن أبى إسحاق عن إسماعيل ابن أوسط عن خالد بن عبد الله عن جده أسد بن كرز سمع النبى صلى الله عليه وسلم يقول المريض تحات خطاياه كما يتحات ورق الشجر )).
وفي أيام الجاهلية نافر جرير بن عبد الله البجلي رجلاً من قبيلة كلب القضاعية، فبلغ ذلك أسد بن كرز وكان وقتها بينه وبين جرير تباعد، فأقبل أسد في فوارس من قومه ناصراً لجرير ومعاوناً له، وقيل أن أسداً لما أقبل في أصحابه ورآه جرير؛ قلق وخاف، فقيل لجرير: هذا أسد جاءك ناصراً لك ومنجداً، فقال جرير: ليت لي بكل بلد ابن عم عاقاً مثل أسد.
وله قصة طويلة مع تأبط شرا، وقد قال فيه تأبط شرا:
وكان يقال لأسد بن كرز رب بجيلة أي أبو بجيلة وقال فيه القتال السحمي البجلي:
وقد كان من أوائل من حرم الخمر في الجاهلية هو أسد بن كرز بن عامر البجلي وقد حرمه عن قومه بجيلة، وذلك تنزهاً عنه
كما قد كان لاسد سلطة في قبيلته بجيلة، وفي أحد الأيام أتى له لاجل فنزل بدياره جارا له، وكان لهذا الرجل الكثير من الإبل فقامت إحدى القبائل بالتعرض له فحين وصل الخبر لاسد هب لقتالهم فأوقع بهم وقعة عظيمة فأخذ حق جاره وقد قال اسد في ذلك قصيدة مطلعها:
ولما أتى خبر منافرة جرير بن عبد الله المالكي البجلي لقبيلة بني كلب القضاعيه بسوق عكاظ لأسد بن عبد الله البجلي، هب إليه أسد منجدًا ومعاونًا، وحينما أتى أسد لجرير قال قائل : إنما اتى اسدا محاربا لابن عمه جرير فلما رآه جرير ورآى اصحابه في السلاح ارتاع وخافه فقيل له : هذا أسد جاءك ناصرا لك، فقال جرير : ليت لي بكل بلد ابن عم عاق مثل أسد.